# Presbyterorum ordinis
Presbyterorum ordinis – dekret Soboru watykańskiego II o posłudze i życiu kapłanów.

## Historia powstania
Początki dokument sięgają lat 1961–62, kiedy na polecenie Jana XXIII został opracowany pierwszy projekt dokumentu De Clericis (O duchownych) przez Komisję Przygotowawczą Soboru watykańskiego II De disciplina cleri et populi christiani (O dyscyplinie duchowieństwa i ludu chrześcijańskiego). Ten pierwszy projekt został w czasie Soboru prawie całkowicie przepracowany. Ostateczna wersja została przyjęta 7 grudnia 1965 r. W końcowym głosowaniu Dokument został zatwierdzony decyzją 2390 Ojców przy sprzeciwie 4. Jeszcze na tej samej sesji tekst Dekretu został zatwierdzony przez Pawła VI.
Jak zauważył o. Yves Congar OP, który uczestniczył w obradach Soboru jako ekspert, w tytułowym wyrażeniu Presbyterorum ordinis Ojcowie odwołali się do tradycyjnego pojęcia stanu, wyrażonego łacińskim słowem ordo. Na to odwołanie wpłynęły bezpośrednio studia na ten temat dom Bernarda Botte OSB (1883–1980), jednego z liczących się teologów Ruchu liturgicznego. Sakrament święceń udziela godności kapłańskiej danej osobie, ale jest jednocześnie włączeniem w ordo, w stan posługi, która ma za zadanie prowadzić misję Kościoła, przy określonych zadaniach i warunkach, mianowicie we współpracy z biskupami, w pozycji podporządkowanej.

## Zawartość
Dokument przywraca odniesienie prezbiteratu do posługi biskupów. Było ono zaciemnione przez teologię scholastyczną, która akcentowała powiązanie zarówno prezbitera jak i biskupa z władzą sprawowania eucharystii, bez właściwego rozróżnienia stanów. Drugim ważnym tematem Dekretu jest pojednanie dwóch, nieraz w historii przeciwstawianych, ujęć roli prezbitera: z jednej strony jego konsekracji do sprawowania kultu Bożego i adoracji Boga, z drugiej strony jego misji ewangelizacji świata. Dekret pokazuje, wpisując się w eklezjologię Soboru, że obydwa wymiary są ważne i uzupełniają się. Są one bowiem przedłużeniem, we współpracy z biskupami, misji Apostołów (por. PO 1 i 10). Zarówno posługa Słowa Bożego, jak i przewodniczenie celebracji eucharystycznej było w sercu urzędu i misji apostolskiej i są nadal w centrum prezbiteratu (por PO 3 i4).
Dekret ma następujące rozdziały: 
- Wstęp
- Rozdział I: Prezbiterat w posłannictwie Kościoła
- Rozdział II: Posługa prezbiterów
- Rozdział III: Życie prezbiterów
- Zakończenie i zachęta